# Tenacious D
Tenacious D est un groupe américain de hard rock satirique, originaire de Los Angeles, en Californie. Le groupe est un duo composé des musiciens et acteurs Jack Black et Kyle Gass qui sont à la fois chanteurs et guitaristes acoustiques. Le groupe est formé en 1994 en tant que duo acoustique et joue principalement dans des bars. Le duo devient populaire en 1999 en apparaissant dans la série télévisée du même nom et en assurant la première partie de groupes de renommée mondiale.
En 2001, ils sortent Tenacious D, leur premier album enregistré en compagnie d’un groupe composé de figures connues de la scène rock telles que Dave Grohl, chanteur et guitariste des Foo Fighters, et ancien batteur de Nirvana. Le premier single, Tribute remporte un franc succès en les plaçant dans le Top 10 des classements musicaux américains pour la première fois jusqu’à la sortie de la chanson The Metal en 2006 qui, grâce à sa présence dans le jeu vidéo Guitar Hero III, leur permet de revenir sur le devant de la scène et de se faire connaître d’un plus large public. En 2006, ils écrivent, produisent et composent la bande originale du film Tenacious D in The Pick of Destiny qui est une comédie retraçant l’ascension fictive du groupe au sommet de la scène rock. En guise de promotion au film, Tenacious D fait une tournée mondiale accompagnés de trois musiciens supplémentaires.
Tenacious D se caractérise par son aspect théâtral mené d'une main de maître par les mimiques humoristiques de Jack Black et le talent de guitariste de Kyle Gass, qui jouent dans un registre second degré en incarnant des personnages charismatiques et drôles de sa création. Les critiques ont d'ailleurs donné l’appellation de « Mock Rock » (« simulacre de rock ») à leur style musical à la fois rock et absurde. Leurs chansons parlent essentiellement de leurs prouesses musicales et sexuelles ainsi que de leur amitié et de l’usage des drogues douces dans un style proche des opéras rock.
En juillet 2024, à la suite de propos controversés prononcés par Kyle Gass, durant un spectacle en Australie, au sujet de la tentative d'assassinat de Donald Trump survenue quelques jours plus tôt, le groupe met fin à sa tournée mondiale et à tout projet futur pour une durée indéterminée.

## Historique

### Débuts (1994–1996)
Initialement, Jack Black et Kyle Gass, tous deux musiciens et comédiens à la fois, sont deux membres d’une troupe de théâtre de Los Angeles appelée The Actors Gang dirigé par Tim Robbins,. Ils font plus ample connaissance à Édimbourg, en Écosse, à l’occasion du Edinburgh Festival Fringe de 1989. Au départ, il se développe une certaine inimitié entre Black et Gass, Gass se sentant menacé par Black qui était le principal musicien de la troupe. Finalement, Black et Gass parviennent à résoudre leurs différends et Gass apprend à Black à jouer de la guitare, tandis que Black aide Gass à jouer la comédie. Encouragé par les talents vocaux de Black, Gass décide de monter un groupe,.
Les premières chansons du groupe sont des reprises de Bobby McFerrin. Jusqu’en 1994, le groupe ne porte pas de nom et c’est lors de leur premier concert au Al’s Bar que le groupe donne au public l’occasion de choisir parmi plusieurs noms. Les noms proposés sont « Pets or Meat », « Balboa’s Biblical Theatre » et « The Axe Lords Featuring Gorgazon’s Mischief » (la préférence de Gass). La proposition « Tenacious D » (qui est le terme employé par le commentateur sportif Marv Albert pour désigner une défense robuste au basket-ball) ne reçoit pas la majorité des votes mais Gass et Black disent être passés outre,.

### Série télévisée (1997–2000)
David Cross, aidé par Bob Odenkirk, auteur de Mr Show, repère Tenacious D et décide de produire une série humoristique de six courts épisodes de 10 à 12 minutes basés sur le groupe. Les épisodes étaient montés par deux pour faire trois épisodes complets de 30 minutes. La série, intitulée Tenacious D, vit sa première diffusion sur HBO en 1997, juste avant un épisode de Mr Show du même auteur. Bien que trois épisodes étaient prévus, seul le premier a été diffusé cette année-là ; les deux derniers épisodes n’ont été diffusés que 3 ans plus tard, lors de l’été 2000.
Selon Kyle Gass, la série est annulée après que HBO ne commande dix épisodes supplémentaires mais en exigeant que lui et Jack Black lâchent leur rôle de producteurs exécutifs pour se consacrer uniquement à la composition des chansons[Quoi ?]. Refusant de laisser le contrôle créatif de la série, Gass et Black choisirent d’en faire un film à la place qui sortira en 2006 sous le titre The Pick Of Destiny. Plusieurs chansons présentes dans le premier album du groupe, Tenacious D, sont initialement issues de la série, certaines ayant été remaniées. Néanmoins la série contenait également d’autres chansons qui ne sont jamais sorties en CD. Les six épisodes sont intitulés The Search for Inspirado, Angel in Disguise, Death of a Dream, The Greatest Song in the World, The Fan et Road Gig et n’ont jamais été traduits dans une autre langue. En France, ils ne sont visibles qu’en version originale sur le DVD The Complete Masterworks.
Après la diffusion des épisodes sur la télé américaine, le groupe devient un peu plus connu et continue de donner des concerts. En concert au Viper Room de Los Angeles, ils rencontrent Dave Grohl, leader du groupe Foo Fighters, qui se dit impressionné par leur prestation. Ils se lient d’amitié et Tenacious D apparaît alors dans le clip Learn to Fly des Foo Fighters. La popularité du groupe s’amplifie alors qu’ils commencent à jouer en première partie de groupes de renommée mondiale tels que Beck, Pearl Jam ou encore les Foo Fighters.

### Tenacious D(2000–2003)
En mai 2000, Tenacious D signe avec le label Epic Records. La notoriété grandissante de Black leur permet d’enregistrer leur album avec les Dust Brothers, producteurs de bandes originales de films. En 2001, l’album Tenacious D sort, mais ne rencontre pas un énorme succès immédiatement. Il se classe trente-troisième au classement Billboard 200 le 13 octobre 2001,. Bien que Tenacious D soit initialement un duo, l’album est enregistré avec des musiciens supplémentaires, pour la plupart des amis influents du groupe tels que le batteur Dave Grohl du groupe Nirvana, le claviériste Page McConnell de Phish, le guitariste Warren Fitzgerald des Vandals et le bassiste Steven Shane McDonald de Redd Kross. D’après Black, l’idée est venue d’enregistrer l’album avec un groupe car « personne ne les avait jamais entendus avec un groupe ». La plupart des chansons de l’album sont extraites de la mini-série du même nom diffusée sur HBO.
En octobre 2003, Black annonce le tournage de Tenacious D et le médiator du destin — un portrait fictif de la formation du groupe. Le film est initialement écrit et réalisé par Working Title Films mais Black et Gass, n’étant pas satisfaits du résultat, choisissent finalement d’en assurer eux-mêmes la production. Le film devait être tourné à la fin de l’année 2003 mais fut repoussé en raison de l’engagement de Black dans le remake de King Kong de Peter Jackson. Le groupe enregistre la bande originale du film qui devint leur second album studio : The Pick of Destiny.

### The Pick of Destiny(2004–2007)

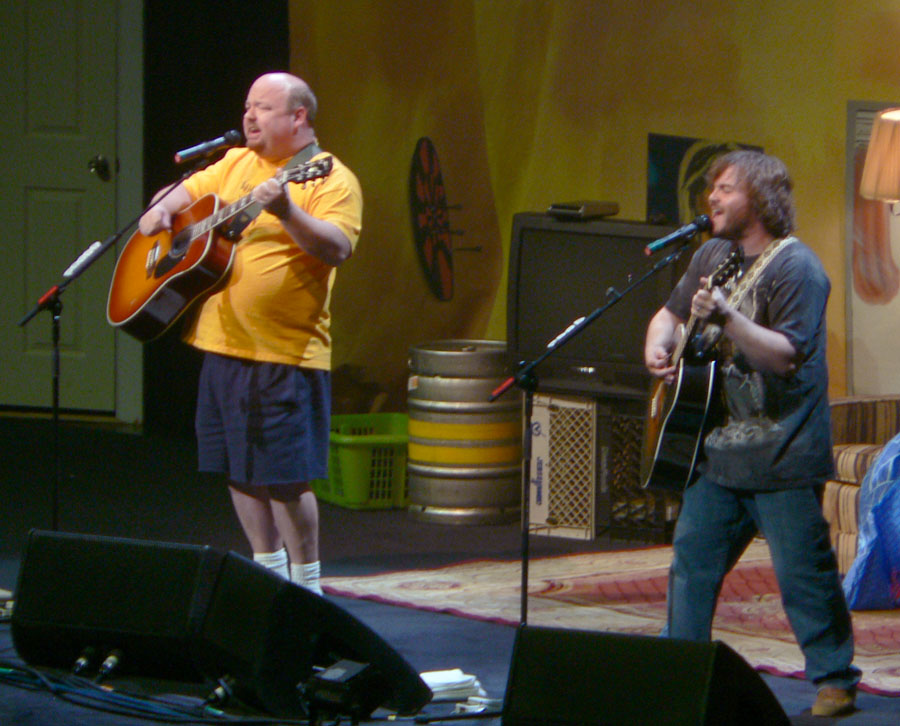
Tenacious D en concert (2006).

Le guitariste John Konesky et le bassiste John Spiker du groupe Trainwreck (autre groupe de Gass) participent à l’enregistrement tandis que Dave Grohl reprit son rôle à la batterie. Ce dernier apparaît également dans le film dans lequel il joue le rôle de Satan et interprète la chanson Beelzeboss (The Final Showdown). L’avant-première du film se déroule au Grauman’s Chinese Theatre à Los Angeles le 9 novembre 2006. La plupart des célébrités apparaissant dans le film sont présentes, tels que Ronnie James Dio, Meat Loaf, Dave Grohl et Ben Stiller. La sortie mondiale s'effectue le 22 novembre de la même année et la bande originale sort une semaine plus tôt, le 14 novembre. Le film ne remporte pas le succès escompté et récolte seulement 13 426 450 USD au box office (dont 8 334 575 USD aux États-Unis et Canada), bien loin des 20 millions de dollars nécessaires à sa réalisation et des 40 millions de dollars dépensés pour la promotion. La plupart des critiques se moquent ouvertement en critiquant notamment l’usage fréquent de l’herbe dans le film. Dans une interview donnée au The Daily Show le 30 novembre 2006, Black admet que le film s’est « planté » mais précise qu’il a obtenu le statut de « film culte » lors de sa sortie en DVD en février 2007. Dans le documentaire D Tour, on le voit déprimer en constatant l’échec du film. En France, le film sort au cinéma huit mois plus tard, le 4 juillet 2007, dans seulement une dizaine de salles à travers tout le pays, le faisant passer totalement inaperçu, et reçoit des critiques virulentes des journalistes.
En guise de promotion pour le film, le groupe entreprend une tournée mondiale qui les entraîne à travers les États-Unis, le Canada, l’Angleterre, l’Australie et la Nouvelle-Zélande. Durant cette tournée, le groupe se produit pour la première fois au mythique Madison Square Garden de New York. Contrairement à la précédente tournée, Tenacious D est cette fois-ci accompagné de musiciens additionnels en les personnes de : Konesky et Spiker, tous deux présent lors de l’enregistrement de l’album, et Brooks Wackerman à la batterie. La tournée consiste en une prestation scénique dans laquelle Black et Gass meurent électrocutés et se retrouvent en enfer où ils font la connaissance de l’Antéchrist, Charlie Chaplin et le colonel Sanders qui deviennent respectivement leurs guitariste, bassiste et batteur. Jason Reed, plus connu sous son pseudonyme de Lee, tient les rôles de Lee, Satan et The Metal. Le concert enregistré à Seattle lors de cette tournée est présent sur le DVD The Complete Masterworks 2. Black dit que le groupe a perdu de l’argent lors de cette tournée en raison des coûts de déplacements pour un groupe complet.
En novembre 2006, Black souhaitait prendre une année sabbatique dans son activité d’acteur, alors que Gass semblait vouloir mettre un terme à Tenacious D alors à son point culminant. Cependant, Black fait allusion à un troisième album en annonçant qu’ils avaient écrit une nouvelle chanson intitulée Death Star. Il annonce que cet album sortirait probablement en 2010, et à d’autres occasions en 2012,.

### Rize of the Fenixet tournée (2008–2015)

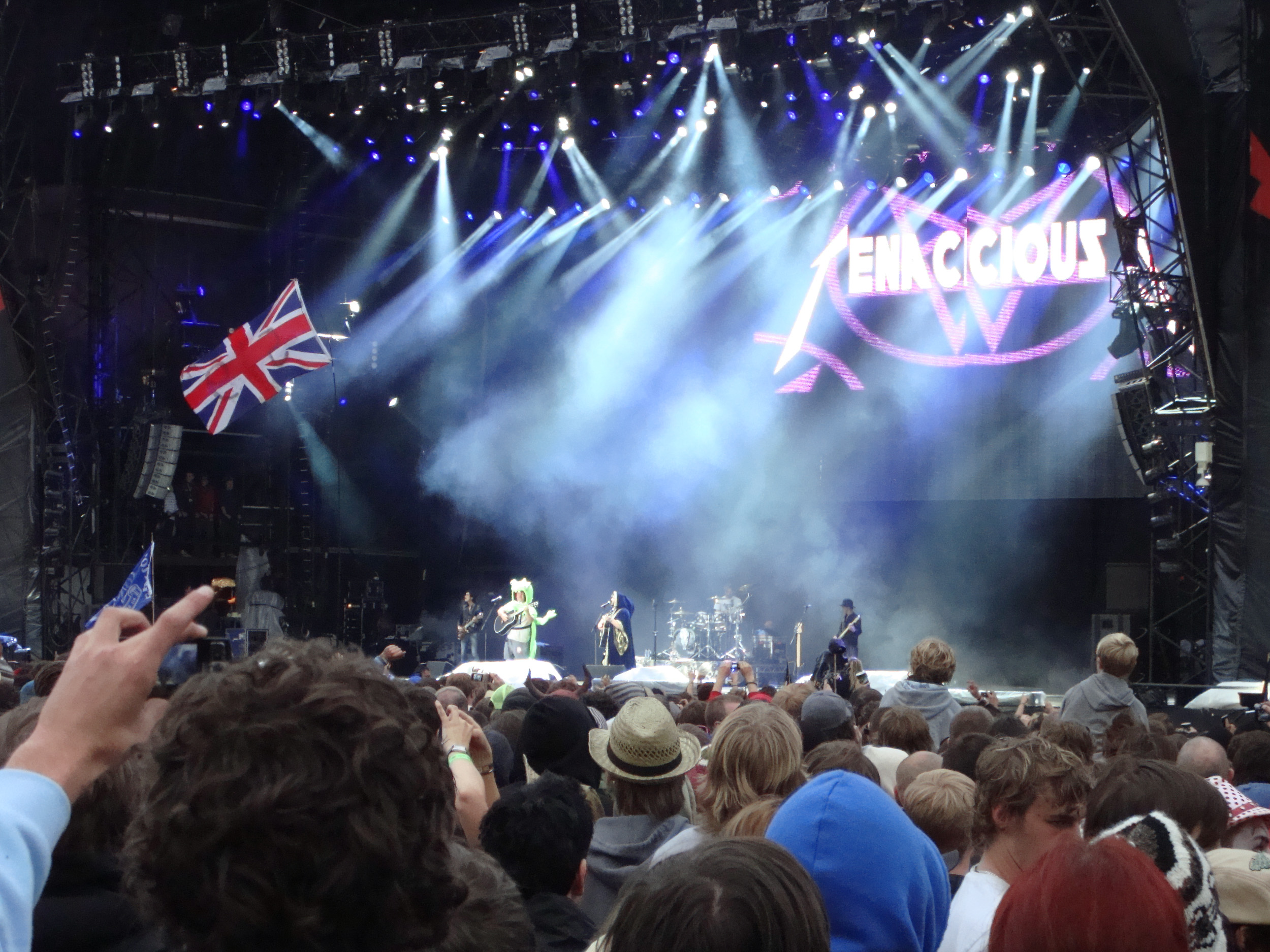
Tenacious D, au Leeds festival.

Début 2008, Black annonce que le groupe travaillait sur un nouvel album et sur un DVD The Complete Masterworks Part 2. Le DVD est sorti plus tard dans l’année et comprend un documentaire sur leur tournée mondiale, D Tour : A Tenacious Documentary. Le film se concentre sur la tournée que Tenacious D a effectuée pour promouvoir leur film et sa bande originale ainsi que les conséquences des mauvais résultats de leur film au box-office. Kyle fit remarquer que seule « une chanson et demie » avaient été écrite pour ce nouvel album et qu’il voulait en écrire douze ou treize.
Le groupe joue sur la scène principale du Reading and Leeds Festivals au Royaume-Uni. Ils jouent à Leeds le vendredi 22 août et à Reading le dimanche 24 août 2008. À cela vient s’ajouter leur première partie de Metallica au Marlay Park de Dublin le 20 août. Tenacious D était la tête d’affiche du dernier soir du Outside Lands Festival au Golden Gate Park de San Francisco en 2009. Le magazine de musique Billboard magazine cite Black lorsqu’il révèle que « nous venons juste d’écrire une chanson géniale […] on l’appelle le morceau qui tue. C’est un enregistrement très puissant appelé « Deph Star » […] ça n’a rien à voir avec Star Wars, l’Étoile de le Mort », et ajoute que « c’est un style de rock qui fait penser au jugement dernier ou à de la science-fiction ». Jack Black déclara à David Letterman qu’il avait eu l’idée d’un morceau intitulé Rize Of The Phoenix, qu’il décrivit comme similaire à Eye Of The Tiger. Il fit une démonstration de cette chanson avec un clavier. Ils jouèrent Rize of The Phoenix pour une émission caritative à Los Angeles le 8 décembre 2009, suivi de deux nouvelles chansons intitulées The Roadie et Quantum Leap.
Gass annonce le titre de leur nouvel album, Tenacious D 3-D. Dave Grohl confirme sa participation à la batterie sur l'album, après Tenacious D et The Pick of Destiny. En décembre 2010, Black révèle que le groupe est presque à mi-chemin dans l'écriture de l'album, et prévoit une sortie pour fin 2011.
En mai 2011, Black annonce trois chansons de leur album Rize of the Fenix. Tenacious D joue au Download Festival à la fin de 2011,.
En 2014, Tenacious D participe à une reprise de The Last in Line sur l'album-hommage de Dio This Is Your Life. En 2015, le groupe remporte le Grammy Award de la meilleure performance metal pour ce titre.

### Post-Apocalypto (2015-2018)
Au début de 2015, Black confirme qu'après leur tournée européenne Unplugged and Unprotected, le groupe travaillera sur un nouvel album, sans en préciser la date de sortie. Avant cette confirmation, Gass et Black avaient annoncé une sortie pour 2015. Ils annoncent également leur participation au Boston Calling Music Festival en mai, à l'Amnesia Rockfest en juin, et au Riot Fest à Chicago en septembre. Finalement, la sortie du nouvel album studio sera reportée, et Tenacious D publiera Tencious D Live le 15 janvier 2016.
Le 5 février 2016, Black est invité au Breakfast Show de Chris Evans sur la BBC Radio 2 pour parler de ses projets.
En décembre 2017, lors de la promotion du film Jumanji : Bienvenue dans la jungle, Black rapporta sur la station de radio britannique Kerrang Radio que le quatrième album de Tenacious D s'appellerait Post-Apocalypto.
Post-Apocalypto sera finalement publié le 2 Novembre 2018.
L'album est suivi d'un film d'animation disponible sur YouTube qui complète l'histoire qui lie les chansons. Encore une fois le duo se met en scène (et se dessine), cette fois-ci dans un monde post-apocalyptique faisant la satire du nôtre. La technique est volontairement de mauvaise facture, les images restant fixes souvent plusieurs secondes à l'écran et le dessin étant grossier.
Le duo fait un tour des pays d'Europe en février 2020 pour promouvoir l'album, c'est aussi un moyen pour Tenacious D de refaire surface après quelques années d'absence sur scène. Les concerts ont pour fond accompagnant le film d'animation Post-Apocalypto.

### Spicy Meatball Tour (2023-2024)
Le Spicy Meatball Tour a débuté en mai 2023 et s'est terminé impromptument le 14 juillet 2024.
Sera notamment jouée la nouvelle chanson : Video Games sortie en mai 2023.
La tournée a été interrompue à la suite du commentaire polémique de Kyle Gass sur la tentative d'assassinat de Donald Trump. Jack Black, vu en train de rire pendant le spectacle, s'est néanmoins distancié des paroles de son binôme via un message sur Instagram : « J’ai été pris de court par ce qui a été dit lors du spectacle de dimanche. Je ne tolérerai jamais les discours de haine ni n’encouragerai la violence politique sous quelque forme que ce soit. Après mûre réflexion, je ne pense plus qu’il soit approprié de poursuivre la tournée Tenacious D, et tous les futurs projets créatifs sont suspendus. Je remercie les admirateurs pour leur soutien et leur compréhension. ».
Depuis le groupe est considéré comme « en pause ».

## Apparitions

### Cinéma et télévision
Black et Gass firent leur première apparition dans Bio-Dome, Bongwater (1997), Cradle Will Rock (1999), Saving Silverman (2001) et L'Amour extra-large (2001). Black joue le rôle principal dans un certain nombre de films comme dans Super Nacho, High Fidelity, Rock Academy et King Kong. En 2006, Tenacious D était la vedette de leur propre film, The Pick of Destiny, dans lequel ils essaient de devenir le plus grand groupe du monde grâce à un médiator magique.
Black et Gass font plusieurs apparitions à la télévision où ils jouent des chansons de leur premier album. En juin 2001, ils furent représentés par des marionnettes et jouèrent Friendship dans un épisode de Crank Yankers. En 2002, ils étaient guest stars dans MaDtv où ils jouèrent Tribute et Lee avec Dave Grohl des Foo Fighters à la batterie. Plus tard, Tenacious D fit une apparition dans Tom Goes to the Mayor sur Adult Swim.
À l’approche de la sortie de The Pick of Destiny, Tenacious D joua la chanson Pick of Destiny au Music Awards de 2006 et dans le Late Night with Conan O’Brien. Le 2 décembre 2006, Tenacious D était pour la première fois l’invité musical du Saturday Night Live, fit l’ouverture des Video Game Awards sur Spike TV en jouant The Metal et Friendship au MTV Video Music Award de 2006. La première apparition télé du groupe en 2008 était pour soutenir les Who aux VH1 Rock Honors.

### Scène
En 2001, Tenacious D se met en route pour leur deuxième tournée nationale. Leurs concerts étaient très souvent complets. Jusque 2006, Tenacious D avait pour habitude de jouer seulement avec des guitares acoustiques et rarement accompagné par des musiciens. Le groupe a aussi organisé deux tournées internationales ainsi que de nombreuses tournées dans le pays, bien qu’ils aient rarement joué dans des pays non-anglophones. Le groupe autorise les enregistrements pendant leurs concerts. Beaucoup de ces enregistrements se trouvent sur le site internet Live Music Archive et sont disponibles gratuitement[réf. souhaitée].
Le groupe se sert d’un saxophone électronique (un jouet) qu’ils appellent Sax-a-boom on-stage. Chaque touche joue un son qui ressemble au son d’un saxophone.
En 2010, le duo montera sur scène lors du concert de clôture du salon BlizzCon 2010. Le 13 décembre 2013, Tenacious D se produit pour la première fois en France, dans la salle du Trianon à Paris. Le concert fut complet assez rapidement. Ils se sont également produit au festival Rock am Ring en Allemagne la même année (2013) Ils se produisent pour la première fois au Québec lors de la dixième édition du Amnesia Rockfest, en 2015 et y retournent pour l'édition 2018.
En février 2020, le groupe fera un tour d'Europe pour promouvoir l'album Post-Apocalypto (sorti en Novembre 2018). Ils joueront les scènes de multiples pays et finiront par la France au Zénith de Paris.

## Politique
Tenacious D soutient la législation sur le cannabis et donne leur point de vue dans la chanson City Hall. Ils ont aussi joué à un concert pour la NORML (National Organization for the Reform of Marijuana Laws). Black déclara qu’autoriser l’usage de la drogue supprimerait ce sentiment de faire quelque chose de mal aux consommateurs, rendant cette activité quelconque et moins attrayante. Black était le producteur délégué sur un documentaire sur Randy Credico intitulé Sixty Spins Around the Sun qui demande l’abrogation de la Rockefeller drug laws. Black dit de cette loi : « Ils peuplent nos prisons de gens qui se font prendre pour la première fois pour une affaire de drogue – des mères célibataires se retrouvent en prison pour 20 ans à cause d’un tout petit peu de cocaïne. C’est tout simplement cruel et une sanction peu commune. »
En 2004, Tenacious D soutient la candidature de John Kerry à l’élection présidentielle américaine de 2004 en donnant un concert à son profit. Black et Gass ont aussi critiqué la présidence de George W. Bush,. Ils donnèrent un concert au profit de la campagne présidentielle de Barack Obama le 2 novembre 2008 à Milwaukee. D’autres artistes participèrent à ce concert : Ben Harper et Relentless 7, David Crosby et Graham Nash, et les Beastie Boys. Tenacious D a fait un duo avec Crosby et Nash sur la chanson « Find the Cost of Freedom » à la fin de la set-list de Crosby et Nash.

## Autres projets
Tenacious D a fait des apparitions dans plusieurs clip vidéos d’autres groupes, dont Push de Dio et Learn to Fly des Foo Fighters. En plus des clips, Black et Gass font les chœurs dans l’album Cyclorama de Styx, sur la chanson « Kiss Your Ass Goodbye » et dans l’album Look What I Almost Stepped In… de The Vandals sur la chanson Fourteen. Tenacious D fait une apparition dans la compilation de Noël de KROQ, Swallow My Eggnog, avec Sum 41 sur une chanson intitulée Things I Want.
Gass fait une apparition dans le clip Lifestyles of the Rich and Famous de Good Charlotte. Il s’occupe aussi de la guitare acoustique et du chant dans le groupe Trainwreck, sous le pseudonyme de « Klip Calhoun ». On retrouve aussi dans le groupe JR Reed sous le nom de « Darry Donald », ainsi que John Konesky et John Spiker qui s’occupaient de la guitare et de la basse sur l’album The Pick of Destiny. Ils ont sorti un album live, Trainwreck Live, et travaillent actuellement sur un album studio avec le producteur John King. Black participe parfois au groupe sous le nom de Tuffy McFuckelby.

## Membres

### Membres actuels
- Jack Black – chant, guitare acoustique (depuis 1994)
- Kyle Gass – guitare acoustique, deuxième voix, chant (depuis 1994)

### Membres de tournées
- John Konesky – guitare électrique (depuis 2004)
- John Spiker – basse, deuxième voix (depuis 2004)
- Scott Seiver – batterie (depuis 2011)
- Brooks Wackerman – batterie (2006-2015)

## Discographie

### Albums studio
- 2001 : Tenacious D
- 2006 : The Pick of Destiny
- 2012 : Rize of the Fenix
- 2018 : Post-Apocalypto

### Singles
- 2002 : Tribute
- 2002 : Wonderboy
- 2006 : POD
- 2014 : The Last in Line (Dio tribute)

## Vidéographie
- 2003 : The Complete Masterworks (concert à la Brixton Academy de Londres)
- 2008 : The Complete Masterworks 2

## Filmographie
- 2006 : Tenacious D et le médiator du destin
- 2018 : Tenacious D et Post-Apocalypto